# L'Autre Rive (film, 2004)
Pour les articles homonymes, voir L'Autre Rive et Undertow (homonymie).
Pour plus de détails, voir Fiche technique et Distribution.
L’Autre Rive (titre original : Undertow) est un film américain réalisé par David Gordon Green et sorti en 2004.

## Synopsis
Un père de famille vit avec ses deux jeunes garçons, Chris et Tim, dans le sud des États-Unis. L'oncle Deel leur rend visite à sa sortie de prison, et cherche à s'emparer du trésor familial. Les garçons s'enfuient avec l'argent, poursuivis par Deel qui a assassiné leur père.

## Fiche technique
- Titre original: Undertow
- Réalisation : David Gordon Green
- Scénario : Lingard Jervey, Joe Conway, David Gordon Green
- Production : United Artists
- Image : Tim Orr
- Musique : Philip Glass
- Genre : Drame et thriller[1]
- Durée : 108 minutes
- Dates de sortie : 
  - États-Unis : 22 octobre 2004
  - France : 5 janvier 2005

## Distribution
- Jamie Bell : Chris Munn
- Dermot Mulroney : John Munn
- Devon Alan : Tim Munn
- Shiri Appleby : Violet
- Josh Lucas : Deel Munn
- Kristen Stewart : Lila
- Terry Loughlin : Officer Clayton
- Robert Longstreet : Bern
- Eddie Rouse : Wadsworth Pela
- Patrice Johnson : Amica Pela
- Charles "Jester" Poston : Hard Hat Dandy

## Nominations et récompenses
- Nommé au Festival de Deauville en 2004
- Nommé au Festival international du film de Chicago en 2004
- Remporte le Young Artist Awards en 2005